# Totál Dráma: Versengés a föld körül
A Totál Dráma: Versengés a Föld körül (eredeti cím: Total Drama Present: The Ridonculous Race) 2016-os kanadai 2D-s számítógépes animációs vígjátéksorozat, amelyet Tom McGillis és Jennifer Pertsch alkotott. A Totál Dráma legelső spin-off sorozata, melyet néhol az eredeti sorozat 7. évadának, néhol pedig külön műsornak tekintik.
Kanadában a Cartoon Network mutatta be 2016. január 4-én. Magyarországon is a Cartoon Network mutatta be 2016. január 18-án.
Történetünk szerint egy új házigazda, Don indít egy vadonatúj műsort, 18 kétfős csapattal, és a világ körül versenyezteti őket a nyereményért. Míg a Totál Dráma a Surviors paródiája, addig ez a sorozat az Amazing Race-t parodizálja ki.

## Összesített eredmény
Ebben a sorozatban kétfős csapatok versenyeznek. A szezon érdekessége, hogy a sosem látott szereplők mellett 3 első generációs (Owen, Geoff, Noah) és 1 harmadik generációs (Leonard) is versenybe szállt, akik a Totál Drámában versenyeztek csak eddig. Minden csapatnak van sztereotípiája, valamint itt kortól függetlenül lehet játékba szállni, az eredeti sorozattal ellentétben, ahol csak is tinédzserek versenyeznek.
     A páros továbbjutott

     A páros kiesett

     A páros nem vett részt az adásban

     A páros visszalépett a versenytől

     A páros a héten utolsó lett, de nem estek ki
| #   | Versenyzők           | Csapatnév            | Toronto | Szahara | Párizs | Calanques Nemzeti Park | Skaftafell | Rio de Janeiro | Erdély | Hawaii | Dubaj | Peking | Oulu | Viktória-vízesés | Geelong | Outback | Déli-sziget | Lethbridge | Északi sarkkör | Flores | Las Vegas | Acapulco | Cần Thơ | Szibéria | Dardzsiling | Buenos Aires | Nassau | New York |  |
| --- | -------------------- | -------------------- | ------- | ------- | ------ | ---------------------- | ---------- | -------------- | ------ | ------ | ----- | ------ | ---- | ---------------- | ------- | ------- | ----------- | ---------- | -------------- | ------ | --------- | -------- | ------- | -------- | ----------- | ------------ | ------ | -------- |  |
| 1.  | Sanders és MacArthur | A rendőrkadétok      | T       | T       | T      | T                      | T          | T              | T      | T      | T     | T      | T    | T                | U       | T       | T           | T          | T              | T      | T         | T        | T       | U        | T           | T            | T      | 1.       |  |
| 2.  | Geoff és Brody       | A szörfspanok        | T       | T       | T      | T                      | T          | T              | T      | T      | T     | T      | T    | T                | T       | T       | T           | T          | T              | T      | T         | T        | K       |          |             |              | T      | 2.       |  |
| 3.  | Jacques és Josee     | A jégtáncosok        | T       | T       | T      | T                      | T          | T              | T      | T      | T     | T      | T    | U                | T       | T       | T           | T          | T              | T      | T         | T        | T       | T        | T           | T            | T      | 3.       |  |
| 4.  | Emma és Kitty        | A nővérek            | T       | T       | T      | T                      | T          | T              | T      | T      | T     | T      | T    | T                | T       | T       | T           | T          | T              | T      | T         | T        | T       | T        | T           | U            | K      |          |  |
| 5.  | Devin és Carrie      | A legjobb barátok    | T       | T       | T      | T                      | T          | T              | T      | T      | T     | T      | T    | T                | T       | T       | T           | T          | T              | T      | U         | T        | T       | T        | T           | F            |        |          |  |
| 6.  | Stephanie és Ryan    | A randizók           | T       | T       | T      | T                      | T          | T              | T      | U      | T     | T      | T    | T                | T       | T       | T           | T          | U              | T      | T         | T        | T       | T        | K           |              |        |          |  |
| 7.  | Ennui és Crimson     | A gótok              | T       | T       | T      | T                      | T          | T              | T      | T      | T     | T      | T    | T                | T       | T       | T           | T          | T              | T      | T         | K        |         |          |             |              |        |          |  |
| 8.  | Owen és Noah         | A valóságshow hősei  | T       | T       | T      | T                      | T          | T              | T      | T      | T     | T      | T    | T                | T       | T       | U           | T          | T              | K      |           |          |         |          |             |              |        |          |  |
| 9.  | Dwayne és Junior     | Az apa-fia csapat    | T       | T       | T      | T                      | T          | T              | T      | T      | T     | T      | T    | T                | T       | T       | T           | K          |                |        |           |          |         |          |             |              |        |          |  |
| 10. | Rock és Spud         | A rockerek           | T       | T       | T      | T                      | T          | T              | T      | T      | T     | U      | T    | T                | T       | K       |             |            |                |        |           |          |         |          |             |              |        |          |  |
| 11. | Chet és Lorenzo      | A mostohatesók       | T       | T       | T      | T                      | T          | T              | T      | T      | T     | T      | T    | T                | T       | K       |             |            |                |        |           |          |         |          |             |              |        |          |  |
| 12. | Jay és Mickey        | A balsorsú ikrek     | T       | T       | T      | T                      | T          | T              | T      | T      | T     | T      | K    |                  |         |         |             |            |                |        |           |          |         |          |             |              |        |          |  |
| 13. | Taylor és Kelly      | Az anya-lánya csapat | T       | T       | T      | T                      | T          | T              | T      | T      | K     |        |      |                  |         |         |             |            |                |        |           |          |         |          |             |              |        |          |  |
| 14. | Tom és Jen           | A divatbloggerek     | T       | T       | T      | T                      | T          | T              | K      |        |       |        |      |                  |         |         |             |            |                |        |           |          |         |          |             |              |        |          |  |
| 15. | Laurie és Miles      | A vegánok            | T       | T       | T      | T                      | U          | K              |        |        |       |        |      |                  |         |         |             |            |                |        |           |          |         |          |             |              |        |          |  |
| 16. | Mary és Ellody       | A zsenik             | T       | T       | T      | K                      |            |                |        |        |       |        |      |                  |         |         |             |            |                |        |           |          |         |          |             |              |        |          |  |
| 17. | Gerry és Pete        | A teniszriválisok    | T       | T       | K      |                        |            |                |        |        |       |        |      |                  |         |         |             |            |                |        |           |          |         |          |             |              |        |          |  |
| 18. | Leonard és Tammy     | A szerepjátékosok    | Kiestek | Kiestek |        |                        |            |                |        |        |       |        |      |                  |         |         |             |            |                |        |           |          |         |          |             |              |        |          |  |

## Szereplők
| Szereplő  | Eredeti hang         | Magyar hang            |
| --------- | -------------------- | ---------------------- |
| Don       | Terry McGurrin       | Pál Tamás              |
| Kitty     | Stephanie Anne Mills | Pekár Adrienn          |
| Laurie    | Emilie-Claire Barlow | Mezei Kitty            |
| Ellody    | Emilie-Claire Barlow | Németh Kriszta         |
| Leonard   | Clé Bennett          | Szokol Péter           |
| Jen       | Ashley Botting       | Sipos Eszter Anna      |
| Stephanie | Nicki Burke          | Dögei Éva              |
| Tammy     | Nicki Burke          | Téglás Judit           |
| Dwayne    | Neil Crone           | Galbenisz Tomasz       |
| Emma      | Stacey DePass        | Sági Tímea             |
| Crimson   | Stacey DePass        | Kokas Piroska          |
| Lorenzo   | Carlos Díaz          | Seszták Szabolcs       |
| Rock      | Carlos Díaz          | Kisfalusi Lehel        |
| Junior    | Jacob Ewaniuk        | Bogdán Gergő           |
| Carrie    | Kristin Fairlie      | Czető Zsanett          |
| Chet      | Darren Frost         | Moser Károly           |
| Mary      | Katie Griffin        | Csifó Dorina           |
| Miles     | Katie Griffin        | Martin Adél            |
| Devin     | Jeff Geddis          | Czető Roland           |
| Tom       | Jeff Geddis          | Molnár Levente         |
| Ennui     | Neil Crone           | Orosz Gergely          |
| Noah      | Neil Crone           | Markovics Tamás        |
| Spud      | Neil Crone           | Láng Balázs            |
| Gerry     | David Huband         | Horváth-Töreki Gergely |
| Josee     | Julie Lemieux        | Solecki Janka          |
| Kelly     | Julie Lemieux        | Náray Erika            |
| Taylor    | Bryn McAuley         | Bogdányi Titanilla     |
| Brody     | Scott McCord         | Welker Gábor           |
| Jacques   | Scott McCord         | Horváth Illés          |
| Owen      | Scott McCord         | Haagen Imre            |
| Ryan      | Joseph Motiki        | Galambos Péter         |
| Geoff     | Dan Petronijevic     | Posta Victor           |
| MacArthur | Evany Rosen          | Hábermann Lívia        |
| Jay       | Lyon Smith           | Czető Ádám             |
| Mickey    | Lyon Smith           | Szalay Csongor         |
| Sanders   | Nicole Stamp         | Makay Andrea           |
| Pete      | Adrian Truss         | Megyeri János          |

### Magyar változat
A szinkront a Turner Broadcasting System megbízásából az SDI Media Hungary készítette.
- Magyar szöveg: Csányi Zita
- Hangmérnök: Bauer Zoltán
- Vágó: Wünsch Attila
- Gyártásvezető: Molnár Melinda
- Szinkronrendező: Bauer Eszter
- Produkciós vezető: Varga Fruzsina
- További szinkronhangok: Bartók László, Fehérváry Márton, Pupos Tímea, Vámos Mónika

## Évados áttekintés
| Évad | Évad | Epizódok | Eredeti sugárzás | Eredeti sugárzás  | Magyar sugárzás  | Magyar sugárzás |
| Évad | Évad | Epizódok | Évadpremier      | Évadfinálé        | Évadpremier      | Évadfinálé      |
| ---- | ---- | -------- | ---------------- | ----------------- | ---------------- | --------------- |
|      | 1    | 26       | 2016. január 4.  | 2016. február 15. | 2016. január 18. | 2016. május 4.  |

### Epizódok
| #   | #   | Eredeti cím                                 | Magyar cím                                   | Írta                          | Eredeti premier   | Magyar premier    |
| --- | --- | ------------------------------------------- | -------------------------------------------- | ----------------------------- | ----------------- | ----------------- |
| 1.  | 1.  | None Down, Eighteen to Go                   | Tizennyolcból egy sem                        | Alex Ganetakos                | 2016. január 4.   | 2016. január 18.  |
| 2.  | 2.  | None Down, Eighteen to Go                   | Tizennyolcból egy sem                        | Terry McGurrin                | 2016. január 5.   | 2016. január 19.  |
| 3.  | 3.  | French is an Eiffel Language                | A francia az Eiffel-nyelv                    | Laurie Elliott                | 2016. január 6.   | 2016. január 20.  |
| 4.  | 4.  | Mediterranean Homesick Blues                | Földközi-tengeri honvágy blues               | Kurt Firla                    | 2016. január 7.   | 2016. január 21.  |
| 5.  | 5.  | Bjorken Telephone                           | Izlandi énekesnő                             | Terry McGurrin                | 2016. január 11.  | 2016. január 22.  |
| 6.  | 6.  | Brazilian Pain Forest                       | Brazíliai kiesőerdő                          | Laurie Elliott                | 2016. január 12.  | 2016. január 25.  |
| 7.  | 7.  | A Tisket, a Casket, I'm Gonna Blow a Gasket | Kiütéssel főzött                             | Terry McGurrin                | 2016. január 13.  | 2016. január 26.  |
| 8.  | 8.  | Hawaiian Honeyruin                          | Hawaii mérgeshetek                           | Shelley Scarrow               | 2016. január 14.  | 2016. január 27.  |
| 9.  | 9.  | Hello and Dubai                             | Halló és viszlát, Dubaj                      | Miles Smith                   | 2016. január 18.  | 2016. január 28.  |
| 10. | 10. | New Beijinging                              | Kínai kínok                                  | Miles Smith és Laurie Elliott | 2016. január 19.  | 2016. január 29.  |
| 11. | 11. | I Love Ridonc and Roll                      | Imádok versenyezni                           | Miles Smith                   | 2016. január 20.  | 2016. február 1.  |
| 12. | 12. | My Way or Zimbabwe                          | Zimbabvézok                                  | Shelley Scarrow               | 2016. január 21.  | 2016. február 2.  |
| 13. | 13. | The Shawshank Ridonc-tion                   | Műsorlázadás                                 | Terry McGurrin                | 2016. január 25.  | 2016. február 3.  |
| 14. | 14. | Down and Outback                            | Kis nyuszi, nagy nyuszi, szétdurran az agyam | Miles Smith                   | 2016. január 26.  | 2016. április 18. |
| 15. | 15. | Maori or Less                               | Őrizd meg a kiwidet                          | Shelley Scarrow               | 2016. január 27.  | 2016. április 19. |
| 16. | 16. | Little Bull on the Prairie                  | Kis bika a nagy prérin                       | Meghan Read                   | 2016. január 28.  | 2016. április 20. |
| 17. | 17. | Lord of the Ring Toss                       | Gyűrűk ura dobás                             | Terry McGurrin                | 2016. február 1.  | 2016. április 21. |
| 18. | 18. | Got Venom                                   | Mérges vagy?                                 | Miles Smith                   | 2016. február 2.  | 2016. április 22. |
| 19. | 19. | Dude Buggies                                | Havermenet                                   | Craig Martin                  | 2016. február 3.  | 2016. április 25. |
| 20. | 20. | El Bunny Supremo                            | Nyuszi ül a fűben                            | Shelley Scarrow               | 2016. február 4.  | 2016. április 26. |
| 21. | 21. | Ca-Noodling                                 | Nem nudli                                    | Meghan Read                   | 2016. február 8.  | 2016. április 27. |
| 22. | 22. | How Deep Is Your Love                       | Milyen mély a szerelem?                      | Terry McGurrin                | 2016. február 9.  | 2016. április 28. |
| 23. | 23. | Darjeel With It                             | Indiai tea után                              | Miles Smith                   | 2016. február 10. | 2016. április 29. |
| 24. | 24. | Last Tango in Buenos Aires                  | Az utolsó tangó Buenos Airesben              | Craig Martin                  | 2016. február 11. | 2016. május 2.    |
| 25. | 25. | Bahamarama                                  | Bahamai térképek                             | Alex Ganetakos                | 2016. február 15. | 2016. május 3.    |
| 26. | 26. | A Million Ways to Lose a Million Dollars    | Millió módszer egymillió dollár elvesztésére | Terry McGurrin                | 2016. február 15. | 2016. május 4.    |